# PSA World Tour 2016/17
Die PSA World Tour 2016/17 umfasst alle Squashturniere der Herren-Saison 2016/17 der PSA World Tour. Sie begann am 1. August 2016 und endete am 31. Juli 2017. Die nach dem Monat sortierte Übersicht zeigt den Ort des Turniers an, dessen Namen, das ausgeschüttete Gesamtpreisgeld, sowie den Sieger des Turniers. In der abschließenden Tabelle werden sämtliche Turniersieger nach der Menge ihrer Titel aufgelistet. Dabei ist es nicht relevant, welche Wertigkeit die vom Spieler gewonnenen Turniere besaßen, auch wenn eine entsprechende Erfassung erfolgt.
In der Saison 2016/17 fanden insgesamt 149 Turniere statt. Das Gesamtpreisgeld betrug 3.798.000 US-Dollar.

## Tourinformationen

### Anzahl nach Turnierserie
| Turnierserie | WM 1 | WS 2 | PSA 100 3 | PSA 70 | PSA 50 | PSA 35 | PSA 25 | PSA 15 4 | PSA 10 | PSA 5 |
| ------------ | ---- | ---- | --------- | ------ | ------ | ------ | ------ | -------- | ------ | ----- |
| Anzahl       | 1    | 8    | 6         | 5      | 3      | 1      | 10     | 11       | 28     | 76    |
| Gesamt       | 1    | 8    | 25        | 25     | 25     | 25     | 25     | 115      | 115    | 115   |

## Turnierplan

### August
| Datum         | Ort        | Turnier                                                   | Preisgeld | Sieger                 |
| ------------- | ---------- | --------------------------------------------------------- | --------- | ---------------------- |
| 03.08.–07.08. | Melbourne  | Victorian Open 2016                                       | $ 10.000  | Joe Lee                |
| 08.08.–12.08. | Melbourne  | Australian Open 2016                                      | $ 15.000  | Abdulla Mohd Al Tamimi |
| 11.08.–14.08. | Pontefract | Courtcare Open 2016                                       | $ 10.000  | Ben Coleman            |
| 18.08.–21.08. | Odessa     | Zenit Black Sea Open 2016                                 | $ 5.000   | Matthew Hopkin         |
| 19.08.–21.08. | Shepparton | City of Greater Shepparton International 2016             | $ 5.000   | Arthur Gaskin          |
| 23.08.–28.08. | Hongkong   | Cathay Pacific Sun Hung Kai Financial Hong Kong Open 2016 | $ 150.000 | Ramy Ashour            |
| 25.08.–28.08. | Bega       | Tarra Volkswagen Bega Open 2016                           | $ 6.000   | Lance Beddoes          |
| 25.08.–28.08. | Belfast    | Belfast Open 2016                                         | $ 5.000   | Richie Fallows         |
| 26.08.–28.08. | Helsinki   | Suez Helsinki Summer Challenger 2016                      | $ 5.000   | Jami Äijänen           |

### September
| Datum         | Ort             | Turnier                                              | Preisgeld | Sieger             |
| ------------- | --------------- | ---------------------------------------------------- | --------- | ------------------ |
| 01.09.–04.09. | Shanghai        | Stars on the Bund China Open 2016                    | $ 100.000 | Mohamed Elshorbagy |
| 02.09.–04.09. | Coffs Harbour   | The Coffs Hotel & Subway North Coast Open 2016       | $ 5.000   | Zac Alexander      |
| 07.09.–11.09. | Nantes          | Open International de Squash de Nantes 2016          | $ 25.000  | Grégoire Marche    |
| 08.09.–11.09. | Houston         | Segnatek Texas Open Squash Championship 2016         | $ 10.000  | Karim El Hammamy   |
| 14.09.–17.09. | Charlottesville | Ilex Construction Charlottesville Open 2016          | $ 25.000  | Stephen Coppinger  |
| 15.09.–18.09. | Brüggen         | Mano Arbeitnehmerüberlassung Insel Brüggen Open 2016 | $ 5.000   | Piëdro Schweertman |
| 15.09.–18.09. | Santa Fe        | Kiva Club Open 2016                                  | $ 5.000   | Jaymie Haycocks    |
| 15.09.–18.09. | Macau           | Macau Open 2016                                      | $ 50.000  | Daryl Selby        |
| 19.09.–23.09. | Kairo           | Al Ahram International 2016                          | $ 100.000 | Karim Abdel Gawad  |
| 21.09.–24.09. | London          | Nash Cup 2016                                        | $ 15.000  | Declan James       |
| 27.09.–01.10. | San Francisco   | Netsuite Open 2016                                   | $ 100.000 | Grégory Gaultier   |
| 28.09.–01.10. | Waterloo        | BDO Northfield Cup 2016                              | $ 5.000   | Martin Knight      |
| 28.09.–01.10. | Schiras         | Shiraz Squash Association Open 2016                  | $ 5.000   | Aqeel Rehman       |
| 29.09.–02.10. | Mumbai          | JSW ISC Otters International 2016                    | $ 5.000   | Iker Pajares       |
| 29.09.–02.10. | Islamabad       | COAS International Squash Championship 2016          | $ 25.000  | Omar Abdel Meguid  |

### Oktober
| Datum         | Ort                 | Turnier                                                  | Preisgeld | Sieger             |
| ------------- | ------------------- | -------------------------------------------------------- | --------- | ------------------ |
| 04.10.–07.10. | Arak                | Amir Kabir 2016                                          | $ 5.000   | Lau Tsz-Kwan       |
| 05.10.–07.10. | Penang              | Malaysian Squash Tour IV 2016                            | $ 5.000   | Ahsan Ayaz         |
| 08.10.–15.10. | Philadelphia        | Delaware Investments US Open 2016                        | $ 150.000 | Mohamed Elshorbagy |
| 10.10.–12.10. | Kangar              | Malaysian Squash Tour V 2016                             | $ 5.000   | Mohd Syafiq Kamal  |
| 12.10.–15.10. | Cleveland           | Cleveland Skating Club Open 2016                         | $ 10.000  | Raphael Kandra     |
| 12.10.–15.10. | Saint Paul          | Securian Open 2016                                       | $ 5.000   | Ashley Davies      |
| 12.10.–15.10. | London              | LOC Charing Cross Classic 2016                           | $ 5.000   | Peter Creed        |
| 13.10.–16.10. | Niagara-on-the-Lake | Black Knight Canada White Oaks Court Classics 2016       | $ 5.000   | Martin Knight      |
| 19.10.–22.10. | Islamabad           | Pakistan Navy CNS International Squash Championship 2016 | $ 25.000  | Zahed Mohamed      |
| 20.10.–23.10. | Chicago             | Lifetime Chicago Open 2016                               | $ 17.000  | Campbell Grayson   |
| 21.10.–23.10. | Gold Coast          | Q Squash Ltd Q Open 2016                                 | $ 5.000   | Zac Alexander      |
| 25.10.–28.10. | Kuantan             | Malaysian Squash Tour VI 2016                            | $ 5.000   | Elvinn Keo         |
| 25.10.–04.11. | Kairo               | Squash-Weltmeisterschaft 2016                            | $ 325.000 | Karim Abdel Gawad  |
| 28.10.–30.10. | Mackay              | Mackay Open 2016                                         | $ 5.000   | Zac Alexander      |

### November
| Datum         | Ort            | Turnier                                                       | Preisgeld | Sieger             |
| ------------- | -------------- | ------------------------------------------------------------- | --------- | ------------------ |
| 03.11.–06.11. | Minneapolis    | Lifetime Minneapolis Open 2016                                | $ 10.000  | Nick Sachvie       |
| 03.11.–06.11. | Herzlia        | Herzlia Autumn Tournament 2016                                | $ 5.000   | Piëdro Schweertman |
| 04.11.–06.11. | Cairns         | Sportsworld Fitness Cairns Squash International 2016          | $ 5.000   | Zac Alexander      |
| 04.11.–06.11. | Château-Arnoux | 4th Open Squash Provence Chateau-Arnoux 2016                  | $ 5.000   | Carlos Cornes      |
| 05.11.–08.11. | Amman          | Jordan Squash Federation Amman Squash Open 2016               | $ 5.000   | Mohammad Al Sarraj |
| 10.11.–13.11. | Ottawa         | Ottawa Goodlife Open 2016                                     | $ 10.000  | Christopher Gordon |
| 11.11.–13.11. | Niort          | Baty-Viandes Open International Niort Venise Verte 2016       | $ 5.000   | Douglas Kempsell   |
| 11.11.–13.11. | Kelowna        | Tree Brewing Kelowna Open 2016                                | $ 5.000   | Kyle Finch         |
| 13.11.–18.11. | Doha           | Qatar Classic 2016                                            | $ 150.000 | Karim Abdel Gawad  |
| 16.11.–19.11. | Sarnia         | Simon Warder Memorial Prostate Cancer Tournament 2016         | $ 5.000   | Juan Vargas        |
| 17.11.–20.11. | Saskatoon      | Sunrise Foods International Saskatoon Movember Boast 2016     | $ 10.000  | Joshua Masters     |
| 18.11.–21.11. | Islamabad      | Pakistan Air Force CAS International Squash Championship 2016 | $ 25.000  | Farhan Mehboob     |
| 23.11.–26.11. | Edmonton       | ReidBuilt Homes Edmonton Open 2016                            | $ 35.000  | Diego Elías        |
| 24.11.–27.11. | Mumbai         | JSW CCI International JSW ISC 2016                            | $ 50.000  | Fares Dessouki     |
| 29.11.–02.12. | Montreal       | Tournoi Invitation du club sportif MAA 2016                   | $ 5.000   | Nick Sachvie       |
| 30.11.–03.12. | Salt Lake City | Salt Lake City Open 2016                                      | $ 15.000  | Alfredo Ávila      |
| 30.11.–03.12. | Valencia       | PSA Valencia 2016                                             | $ 10.000  | Mazen Gamal        |

### Dezember
| Datum         | Ort              | Turnier                                                   | Preisgeld | Sieger                 |
| ------------- | ---------------- | --------------------------------------------------------- | --------- | ---------------------- |
| 01.12.–03.12. | Berlin           | Airport XMas Challenger 2016                              | $ 5.000   | Douglas Kempsell       |
| 01.12.–04.12. | London           | London Open 2016                                          | $ 10.000  | Charles Sharpes        |
| 01.12.–04.12. | Singapur         | Old Chang Kee Marigold Singapore Open 2016                | $ 5.000   | Tang Ming-Hong         |
| 02.12.–03.12. | Prag             | ASB Prague Squash Classic 2016                            | $ 5.000   | Carlos Cornes          |
| 02.12.–05.12. | Manchester       | AJ Bell British Squash Grand Prix 2016                    | $ 70.000  | Nick Matthew           |
| 06.12.–09.12. | Teheran          | I.R.Iran Navy Squash Open 2016                            | $ 5.000   | Auguste Dussourd       |
| 06.12.–12.12. | Weybridge        | Channel VAS Championship at St George’s Hill Open 2016    | $ 100.000 | Paul Coll              |
| 07.12.–10.12. | Sutton Coldfield | Sutton Coldfield International 2016                       | $ 5.000   | Jan Van den Herrewegen |
| 08.12.–11.12. | Boca Raton       | Lifetime Florida Open 2016                                | $ 10.000  | Peter Creed            |
| 09.12.–11.12. | Grimsby          | Question Tools Grimsby and Cleethorpes Open 2016          | $ 5.000   | Adam Murrills          |
| 13.12.–16.12. | Ahvaz            | Khoozestan Squash Association Shahid Daghayeghi Open 2016 | $ 5.000   | Ammar Altamimi         |
| 14.12.–17.12. | Kiew             | Pareti Squash Open 2016                                   | $ 5.000   | Stéphane Galifi        |
| 15.12.–18.12. | Bratislava       | IMET Open 2016                                            | $ 5.000   | Mohammad Al Sarraj     |
| 20.12.–23.12. | Kuching          | Malaysian Squash Tour VII 2016                            | $ 10.000  | Iker Pajares           |

### Januar
| Datum         | Ort              | Turnier                                                             | Preisgeld | Sieger            |
| ------------- | ---------------- | ------------------------------------------------------------------- | --------- | ----------------- |
| 03.01.–06.01. | Islamabad        | Pakistan Squash Federation PSF International Squash Tournament 2017 | $ 25.000  | Farhan Mehboob    |
| 05.01.–08.01. | Wilmington       | Delaware Pro Singles 2017                                           | $ 5.000   | Eddie Charlton    |
| 06.01.–08.01. | Nîmes            | Conseil General du Gard Ville de Nimes Open du Gard 2017            | $ 5.000   | Jens Schoor       |
| 12.01.–19.01. | New York City    | J. P. Morgan Tournament of Champions 2017                           | $ 150.000 | Karim Abdel Gawad |
| 24.01.–27.01. | Seri Menanti     | Malaysian Squash Tour I 2017                                        | $ 5.000   | Wong Chi-Him      |
| 26.01.–29.01. | Mikkeli          | Savcor Finnish Open 2017                                            | $ 5.000   | Jami Äijänen      |
| 26.01.–29.01. | Blagnac          | PSA Toulouse 2017                                                   | $ 10.000  | Richie Fallows    |
| 26.01.–29.01. | Calgary          | Linear Logistics Bankers Hall Club Pro-Am 2017                      | $ 10.000  | Andrew Schnell    |
| 27.01.–30.01. | Bloomfield Hills | Suburban Collection Motor City Open 2017                            | $ 70.000  | Ryan Cuskelly     |

### Februar
| Datum         | Ort          | Turnier                                              | Preisgeld | Sieger             |
| ------------- | ------------ | ---------------------------------------------------- | --------- | ------------------ |
| 01.02.–04.02. | McLean       | Bitar Cosmetics Play Squash Men’s Open 2017          | $ 5.000   | Adam Murrills      |
| 02.02.–05.02. | Linköping    | UCS Swedish Open 2017                                | $ 70.000  | Grégory Gaultier   |
| 02.02.–05.02. | Pittsburgh   | Three Rivers Capital Pittsburgh Open 2017            | $ 25.000  | Zahed Mohamed      |
| 09.02.–12.02. | Atlanta      | Lifetime Atlanta Open 2017                           | $ 10.000  | Shawn Delierre     |
| 09.02.–12.02. | Medicine Hat | Holtrand Open 2017                                   | $ 25.000  | Yip Tsz-Fung       |
| 16.02.–19.02. | Skellefteå   | Cronimet Open 2017                                   | $ 5.000   | Mohammad Al Sarraj |
| 16.02.–19.02. | Riccione     | Open D’Italia 2017                                   | $ 5.000   | Youssef Ibrahim    |
| 22.02.–25.02. | Toronto      | Guilfoyle Financial PSA Squash Classic 2017          | $ 5.000   | Leandro Romiglio   |
| 23.02.–01.03. | Chicago      | Guggenheim Partners & Equitrust Windy City Open 2017 | $ 150.000 | Grégory Gaultier   |
| 23.02.–26.02. | Calgary      | Mount Royal University Open 2017                     | $ 5.000   | Eric Gálvez        |

### März
| Datum         | Ort         | Turnier                                     | Preisgeld | Sieger             |
| ------------- | ----------- | ------------------------------------------- | --------- | ------------------ |
| 01.03.–04.03. | Portland    | Oregon Open 2017                            | $ 15.000  | Olli Tuominen      |
| 06.03.–10.03. | London      | Eventis Canary Wharf Squash Classic 2017    | $ 70.000  | Nick Matthew       |
| 08.03.–11.03. | Hongkong    | Perrier Challenge Cup 2017                  | $ 5.000   | Wong Chi-Him       |
| 11.03.–12.03. | Sydney      | Pure Blonde Elanora Open 2017               | $ 5.000   | Zac Alexander      |
| 14.03.–17.03. | London      | The Wimbledon Club Squash Squared Open 2017 | $ 25.000  | Alan Clyne         |
| 16.03.–19.03. | Seynod      | Annecy PSA Open 2017                        | $ 5.000   | Benjamin Aubert    |
| 19.03.–26.03. | Hull        | Allam British Open 2017                     | $ 150.000 | Grégory Gaultier   |
| 23.03.–26.03. | Southampton | Hampshire Open 2017                         | $ 5.000   | George Parker      |
| 23.03.–26.03. | Winnipeg    | Manitoba Open 2017                          | $ 15.000  | Arturo Salazar     |
| 28.03.–31.03. | Montreal    | Montreal Open 2017                          | $ 25.000  | César Salazar      |
| 30.03.–02.04. | Aberdeen    | Trace Oil & Gas North of Scotland Open 2017 | $ 10.000  | Vikram Malhotra    |
| 31.03.–02.04. | Amsterdam   | TMG/FOS Amsterdam Open 2017                 | $ 5.000   | Mohammad Al Sarraj |

### April
| Datum         | Ort                | Turnier                                                    | Preisgeld | Sieger             |
| ------------- | ------------------ | ---------------------------------------------------------- | --------- | ------------------ |
| 07.04.–14.04. | el-Guna            | El Gouna International 2017                                | $ 150.000 | Grégory Gaultier   |
| 11.04.–15.04. | Johannesburg       | Assore & Balwin Parkview Open 2017                         | $ 5.000   | Mohamed Elsherbini |
| 13.04.–16.04. | Galway             | Garavan’s West of Ireland Open 2017                        | $ 10.000  | Youssef Soliman    |
| 14.04.–16.04. | Moskau             | BCS Russian Open 2017                                      | $ 5.000   | Adam Murrills      |
| 18.04.–21.04. | Roodepoort         | West Rand Open 2017                                        | $ 5.000   | Mohamed Elsherbini |
| 19.04.–21.04. | Kisch              | Kish Squash Association Persian Gulf Cup 2017              | $ 5.000   | Tayyab Aslam       |
| 19.04.–22.04. | Lorient            | Seapiax Lorient Open 2017                                  | $ 5.000   | Iker Pajares       |
| 19.04.–22.04. | Dublin             | Gillenmarkets Irish Squash Open 2017                       | $ 15.000  | Declan James       |
| 19.04.–22.04. | Greater Sudbury    | Northern Ontario Open 2017                                 | $ 10.000  | Nick Sachvie       |
| 19.04.–23.04. | Houston            | Life Time Hutkay.fit Houston Open 2017                     | $ 70.000  | Karim Abdel Gawad  |
| 20.04.–23.04. | Madison            | Madison Open 2017                                          | $ 5.000   | Jesús Camacho      |
| 20.04.–23.04. | Woodland           | Cross Court / SVSL Sacramento Rubin Open 2017              | $ 5.000   | Edgar Zayas        |
| 25.04.–28.04. | Kapstadt           | Keith Grainger Memorial UCT Open Squash Championships 2017 | $ 5.000   | Mohamed Elsherbini |
| 26.04.–29.04. | Villa La Angostura | Tour de las Americas – Patagonia Open 2017                 | $ 5.000   | Robertino Pezzota  |

### Mai
| Datum         | Ort                | Turnier                                                   | Preisgeld | Sieger                   |
| ------------- | ------------------ | --------------------------------------------------------- | --------- | ------------------------ |
| 03.05.–06.05. | Jersey             | Jersey Squash Classic 2017                                | $ 5.000   | Iker Pajares             |
| 03.05.–06.05. | Mar del Plata      | Tour de las Americas – Mar del Plata Open 2017            | $ 10.000  | Angus Gillams            |
| 03.05.–06.05. | Abu Dhabi          | Abu Dhabi Open 2017                                       | $ 5.000   | Vikram Malhotra          |
| 03.05.–06.05. | Johannesburg       | Bull Ring Open 2017                                       | $ 5.000   | Mohamed Elsherbini       |
| 03.05.–07.05. | Zürich             | Grasshopper Cup 2017                                      | $ 100.000 | Grégory Gaultier         |
| 10.05.–13.05. | Resistencia        | Tour de las Americas – Regatas Resistencia Open 2017      | $ 10.000  | Robertino Pezzota        |
| 10.05.–13.05. | Salzburg           | Austrian Open 2017                                        | $ 5.000   | Aqeel Rehman             |
| 10.05.–13.05. | Kuala Lumpur       | Malaysian Squash Tour IX 2017                             | $ 5.000   | Harinder Pal Sandhu      |
| 11.05.–13.05. | Washington, D.C.   | Squash Revolution Mid Atlantic Pro Classic 2017           | $ 5.000   | Syed Hamzah Shah Bukhari |
| 11.05.–14.05. | Tring              | Tring Open 2017                                           | $ 15.000  | Declan James             |
| 11.05.–14.05. | Darwin             | NT Open 2017                                              | $ 10.000  | Eain Yow Ng              |
| 11.05.–14.05. | New York City      | SYS Open 2017                                             | $ 5.000   | Ramit Tandon             |
| 16.05.–20.05. | Bellevue           | Pacific Market International Bellevue Squash Classic 2017 | $ 150.000 | Grégory Gaultier         |
| 17.05.–20.05. | Angers             | PSA Angers 2017                                           | $ 5.000   | Victor Crouin            |
| 17.05.–20.05. | Bishop’s Stortford | Vitesse Stortford Classic 2017                            | $ 10.000  | Greg Lobban              |
| 17.05.–20.05. | Asunción           | Tour de las Americas – Paraguay Open 2017                 | $ 10.000  | Leandro Romiglio         |
| 18.05.–21.05. | Kriens             | Sekisui Open 2017                                         | $ 10.000  | Raphael Kandra           |
| 18.05.–21.05. | Makati City        | 2nd Nissan Open Squash Championships 2017                 | $ 5.000   | Harinder Pal Sandhu      |
| 24.05.–27.05. | Guatemala-Stadt    | Sporta Guatemala X Torneo Internacional PSA Sporta 2017   | $ 50.000  | Mohamed Abouelghar       |
| 25.05.–28.05. | Cardiff            | Rhiwbina PSA Welsh Men’s Open 2017                        | $ 10.000  | George Parker            |
| 25.05.–28.05. | Warschau           | Hasta La Vista Open 2017                                  | $ 5.000   | Edmon López              |
| 26.05.–28.05. | Auckland           | Gibson O’Connor North Shore Open 2017                     | $ 5.000   | Joshua Larkin            |
| 31.05.–03.06. | San José           | Costa Rica Open 2017                                      | $ 15.000  | Karim Ali Fathi          |

### Juni
| Datum         | Ort              | Turnier                                                | Preisgeld | Sieger              |
| ------------- | ---------------- | ------------------------------------------------------ | --------- | ------------------- |
| 02.06.–04.06. | Funchal          | International Squash of Madeira Island Open 2017       | $ 10.000  | Youssef Soliman     |
| 03.06.–05.06. | Kalgoorlie       | Golden Open 2017                                       | $ 5.000   | Mike Corren         |
| 06.06.–10.06. | Dubai            | PSA World Series Finals 2016/17                        | $ 160.000 | Mohamed Elshorbagy  |
| 08.06.–11.06. | Palmerston North | Fitzherbert Rowe Lawyers NZ International Classic 2017 | $ 10.000  | Greg Lobban         |
| 15.06.–18.06. | Invercargill     | ILT-Community Trust NZ Southern Invercargill Open 2017 | $ 15.000  | Greg Lobban         |
| 15.06.–18.06. | Maidstone        | Select Gaming Kent Open Championships 2017             | $ 10.000  | Joel Makin          |
| 22.06.–25.06. | Auckland         | Squash XL Open 2017                                    | $ 15.000  | Campbell Grayson    |
| 28.06.–01.07. | Christ Church    | BTMI Barbados Open 2017                                | $ 5.000   | Eddie Charlton      |
| 30.06.–02.07. | Gibraltar        | Gibraltar Open 2017                                    | $ 5.000   | Sébastien Bonmalais |
| 30.06.–02.07. | Devonport        | The City of Devonport Tasmanian Open 2017              | $ 5.000   | Rhys Dowling        |

### Juli
| Datum         | Ort       | Turnier                    | Preisgeld | Sieger              |
| ------------- | --------- | -------------------------- | --------- | ------------------- |
| 05.07.–08.07. | Adelaide  | South Australian Open 2017 | $ 5.000   | Harinder Pal Sandhu |
| 12.07.–16.07. | Melbourne | Victorian Open 2017        | $ 10.000  | Harinder Pal Sandhu |

## Turniersieger
| Platz | Spieler                  | Siege | WM 1 | WS 2 | In 100 3 | In 70 | In 50 | In 35 | In 25 | Ch 15 5 | Ch 10 | Ch 5 |
| ----- | ------------------------ | ----- | ---- | ---- | -------- | ----- | ----- | ----- | ----- | ------- | ----- | ---- |
| 1.    | Grégory Gaultier         | 7     |      | 3    | 3        | 1     |       |       |       |         |       |      |
| 2.    | Zac Alexander            | 5     |      |      |          |       |       |       |       |         |       | 5    |
| 2.    | Karim Abdel Gawad        | 5     | 1    | 2    | 1        | 1     |       |       |       |         |       |      |
| 4.    | Mohammad Al Sarraj       | 4     |      |      |          |       |       |       |       |         |       | 4    |
| 4.    | Mohamed Elsherbini       | 4     |      |      |          |       |       |       |       |         |       | 4    |
| 4.    | Iker Pajares             | 4     |      |      |          |       |       |       |       |         | 1     | 3    |
| 4.    | Harinder Pal Sandhu      | 4     |      |      |          |       |       |       |       |         | 1     | 3    |
| 8.    | Mohamed Elshorbagy       | 3     |      | 2    | 1        |       |       |       |       |         |       |      |
| 8.    | Declan James             | 3     |      |      |          |       |       |       |       | 3       |       |      |
| 8.    | Greg Lobban              | 3     |      |      |          |       |       |       |       | 1       | 2     |      |
| 8.    | Adam Murrills            | 3     |      |      |          |       |       |       |       |         |       | 3    |
| 8.    | Nick Sachvie             | 3     |      |      |          |       |       |       |       |         | 2     | 1    |
| 13.   | Jami Äijänen             | 2     |      |      |          |       |       |       |       |         |       | 2    |
| 13.   | Eddie Charlton           | 2     |      |      |          |       |       |       |       |         |       | 2    |
| 13.   | Carlos Cornes            | 2     |      |      |          |       |       |       |       |         |       | 2    |
| 13.   | Peter Creed              | 2     |      |      |          |       |       |       |       |         | 1     | 1    |
| 13.   | Richie Fallows           | 2     |      |      |          |       |       |       |       |         | 1     | 1    |
| 13.   | Campbell Grayson         | 2     |      |      |          |       |       |       |       | 2       |       |      |
| 13.   | Raphael Kandra           | 2     |      |      |          |       |       |       |       |         | 2     |      |
| 13.   | Douglas Kempsell         | 2     |      |      |          |       |       |       |       |         |       | 2    |
| 13.   | Martin Knight            | 2     |      |      |          |       |       |       |       |         |       | 2    |
| 13.   | Vikram Malhotra          | 2     |      |      |          |       |       |       |       |         | 1     | 1    |
| 13.   | Nick Matthew             | 2     |      |      |          | 2     |       |       |       |         |       |      |
| 13.   | Farhan Mehboob           | 2     |      |      |          |       |       |       | 2     |         |       |      |
| 13.   | Zahed Mohamed            | 2     |      |      |          |       |       |       | 2     |         |       |      |
| 13.   | George Parker            | 2     |      |      |          |       |       |       |       |         | 1     | 1    |
| 13.   | Robertino Pezzota        | 2     |      |      |          |       |       |       |       |         | 1     | 1    |
| 13.   | Aqeel Rehman             | 2     |      |      |          |       |       |       |       |         |       | 2    |
| 13.   | Leandro Romiglio         | 2     |      |      |          |       |       |       |       |         | 1     | 1    |
| 13.   | Piëdro Schweertman       | 2     |      |      |          |       |       |       |       |         |       | 2    |
| 13.   | Youssef Soliman          | 2     |      |      |          |       |       |       |       |         | 2     |      |
| 13.   | Wong Chi-Him             | 2     |      |      |          |       |       |       |       |         |       | 2    |
| 33.   | Mohamed Abouelghar       | 1     |      |      |          |       | 1     |       |       |         |       |      |
| 33.   | Abdulla Mohd Al Tamimi   | 1     |      |      |          |       |       |       |       | 1       |       |      |
| 33.   | Ammar Altamimi           | 1     |      |      |          |       |       |       |       |         |       | 1    |
| 33.   | Ramy Ashour              | 1     |      | 1    |          |       |       |       |       |         |       |      |
| 33.   | Tayyab Aslam             | 1     |      |      |          |       |       |       |       |         |       | 1    |
| 33.   | Benjamin Aubert          | 1     |      |      |          |       |       |       |       |         |       | 1    |
| 33.   | Alfredo Ávila            | 1     |      |      |          |       |       |       |       | 1       |       |      |
| 33.   | Ahsan Ayaz               | 1     |      |      |          |       |       |       |       |         |       | 1    |
| 33.   | Lance Beddoes            | 1     |      |      |          |       |       |       |       |         |       | 1    |
| 33.   | Sébastien Bonmalais      | 1     |      |      |          |       |       |       |       |         |       | 1    |
| 33.   | Syed Hamzah Shah Bukhari | 1     |      |      |          |       |       |       |       |         |       | 1    |
| 33.   | Jesús Camacho            | 1     |      |      |          |       |       |       |       |         |       | 1    |
| 33.   | Alan Clyne               | 1     |      |      |          |       |       |       | 1     |         |       |      |
| 33.   | Ben Coleman              | 1     |      |      |          |       |       |       |       |         | 1     |      |
| 33.   | Paul Coll                | 1     |      |      | 1        |       |       |       |       |         |       |      |
| 33.   | Mike Corren              | 1     |      |      |          |       |       |       |       |         |       | 1    |
| 33.   | Stephen Coppinger        | 1     |      |      |          |       |       |       | 1     |         |       |      |
| 33.   | Victor Crouin            | 1     |      |      |          |       |       |       |       |         |       | 1    |
| 33.   | Ryan Cuskelly            | 1     |      |      |          | 1     |       |       |       |         |       |      |
| 33.   | Ashley Davies            | 1     |      |      |          |       |       |       |       |         |       | 1    |
| 33.   | Shawn Delierre           | 1     |      |      |          |       |       |       |       |         | 1     |      |
| 33.   | Fares Dessouki           | 1     |      |      |          |       | 1     |       |       |         |       |      |
| 33.   | Rhys Dowling             | 1     |      |      |          |       |       |       |       |         |       | 1    |
| 33.   | Auguste Dussourd         | 1     |      |      |          |       |       |       |       |         |       | 1    |
| 33.   | Karim El Hammamy         | 1     |      |      |          |       |       |       |       |         | 1     |      |
| 33.   | Diego Elías              | 1     |      |      |          |       |       | 1     |       |         |       |      |
| 33.   | Karim Ali Fathi          | 1     |      |      |          |       |       |       |       | 1       |       |      |
| 33.   | Kyle Finch               | 1     |      |      |          |       |       |       |       |         |       | 1    |
| 33.   | Stéphane Galifi          | 1     |      |      |          |       |       |       |       |         |       | 1    |
| 33.   | Eric Gálvez              | 1     |      |      |          |       |       |       |       |         |       | 1    |
| 33.   | Mazen Gamal              | 1     |      |      |          |       |       |       |       |         | 1     |      |
| 33.   | Arthur Gaskin            | 1     |      |      |          |       |       |       |       |         |       | 1    |
| 33.   | Angus Gillams            | 1     |      |      |          |       |       |       |       |         | 1     |      |
| 33.   | Christopher Gordon       | 1     |      |      |          |       |       |       |       |         | 1     |      |
| 33.   | Jaymie Haycocks          | 1     |      |      |          |       |       |       |       |         |       | 1    |
| 33.   | Matthew Hopkin           | 1     |      |      |          |       |       |       |       |         |       | 1    |
| 33.   | Youssef Ibrahim          | 1     |      |      |          |       |       |       |       |         |       | 1    |
| 33.   | Joshua Larkin            | 1     |      |      |          |       |       |       |       |         |       | 1    |
| 33.   | Edmon López              | 1     |      |      |          |       |       |       |       |         |       | 1    |
| 33.   | Mohd Syafiq Kamal        | 1     |      |      |          |       |       |       |       |         |       | 1    |
| 33.   | Elvinn Keo               | 1     |      |      |          |       |       |       |       |         |       | 1    |
| 33.   | Lau Tsz-Kwan             | 1     |      |      |          |       |       |       |       |         |       | 1    |
| 33.   | Joe Lee                  | 1     |      |      |          |       |       |       |       |         | 1     |      |
| 33.   | Joel Makin               | 1     |      |      |          |       |       |       |       |         | 1     |      |
| 33.   | Grégoire Marche          | 1     |      |      |          |       |       |       | 1     |         |       |      |
| 33.   | Joshua Masters           | 1     |      |      |          |       |       |       |       |         | 1     |      |
| 33.   | Omar Abdel Meguid        | 1     |      |      |          |       |       |       | 1     |         |       |      |
| 33.   | Eain Yow Ng              | 1     |      |      |          |       |       |       |       |         | 1     |      |
| 33.   | Arturo Salazar           | 1     |      |      |          |       |       |       |       | 1       |       |      |
| 33.   | César Salazar            | 1     |      |      |          |       |       |       | 1     |         |       |      |
| 33.   | Andrew Schnell           | 1     |      |      |          |       |       |       |       |         | 1     |      |
| 33.   | Jens Schoor              | 1     |      |      |          |       |       |       |       |         |       | 1    |
| 33.   | Daryl Selby              | 1     |      |      |          |       | 1     |       |       |         |       |      |
| 33.   | Charles Sharpes          | 1     |      |      |          |       |       |       |       |         | 1     |      |
| 33.   | Ramit Tandon             | 1     |      |      |          |       |       |       |       |         |       | 1    |
| 33.   | Tang Ming-Hong           | 1     |      |      |          |       |       |       |       |         |       | 1    |
| 33.   | Olli Tuominen            | 1     |      |      |          |       |       |       |       | 1       |       |      |
| 33.   | Jan Van den Herrewegen   | 1     |      |      |          |       |       |       |       |         |       | 1    |
| 33.   | Juan Vargas              | 1     |      |      |          |       |       |       |       |         |       | 1    |
| 33.   | Yip Tsz-Fung             | 1     |      |      |          |       |       |       | 1     |         |       |      |
| 33.   | Edgar Zayas              | 1     |      |      |          |       |       |       |       |         |       | 1    |

 1 PSA Weltmeisterschaft

 2 PSA World Series

 3 PSA International

 4 PSA Challenger

## Nationenwertung
| Platz | Nation             | Siege | WM 1 | WS 2 | In 100 3 | In 70 | In 50 | In 35 | In 25 | Ch 15 5 | Ch 10 | Ch 5 |
| ----- | ------------------ | ----- | ---- | ---- | -------- | ----- | ----- | ----- | ----- | ------- | ----- | ---- |
| 1.    | Ägypten            | 24    | 1    | 5    | 2        | 1     | 2     |       | 3     | 1       | 4     | 5    |
| 2.    | England            | 23    |      |      |          | 2     | 1     |       |       | 3       | 7     | 10   |
| 3.    | Frankreich         | 12    |      | 3    | 3        | 1     |       |       | 1     |         |       | 4    |
| 4.    | Australien         | 10    |      |      |          | 1     |       |       |       |         |       | 9    |
| 5.    | Indien             | 7     |      |      |          |       |       |       |       |         | 2     | 5    |
| 5.    | Spanien            | 7     |      |      |          |       |       |       |       |         | 1     | 6    |
| 7.    | Mexiko             | 6     |      |      |          |       |       |       | 1     | 2       |       | 3    |
| 7.    | Neuseeland         | 6     |      |      | 1        |       |       |       |       | 2       |       | 3    |
| 7.    | Schottland         | 6     |      |      |          |       |       |       | 1     | 1       | 2     | 2    |
| 10.   | Hongkong           | 5     |      |      |          |       |       |       | 1     |         |       | 4    |
| 10.   | Kanada             | 5     |      |      |          |       |       |       |       |         | 4     | 1    |
| 10.   | Pakistan           | 5     |      |      |          |       |       |       | 2     |         |       | 3    |
| 13.   | Argentinien        | 4     |      |      |          |       |       |       |       |         | 2     | 2    |
| 13.   | Jordanien          | 4     |      |      |          |       |       |       |       |         |       | 4    |
| 15.   | Deutschland        | 3     |      |      |          |       |       |       |       |         | 2     | 1    |
| 15.   | Finnland           | 3     |      |      |          |       |       |       |       | 1       |       | 2    |
| 15.   | Malaysia           | 3     |      |      |          |       |       |       |       |         | 1     | 2    |
| 15.   | Wales              | 3     |      |      |          |       |       |       |       |         | 2     | 1    |
| 19.   | Niederlande        | 2     |      |      |          |       |       |       |       |         |       | 2    |
| 19.   | Österreich         | 2     |      |      |          |       |       |       |       |         |       | 2    |
| 21.   | Belgien            | 1     |      |      |          |       |       |       |       |         |       | 1    |
| 21.   | Irland             | 1     |      |      |          |       |       |       |       |         |       | 1    |
| 21.   | Italien            | 1     |      |      |          |       |       |       |       |         |       | 1    |
| 21.   | Katar              | 1     |      |      |          |       |       |       |       | 1       |       |      |
| 21.   | Kolumbien          | 1     |      |      |          |       |       |       |       |         |       | 1    |
| 21.   | Kuwait             | 1     |      |      |          |       |       |       |       |         |       | 1    |
| 21.   | Peru               | 1     |      |      |          |       |       | 1     |       |         |       |      |
| 21.   | Südafrika          | 1     |      |      |          |       |       |       | 1     |         |       |      |
| 21.   | Vereinigte Staaten | 1     |      |      |          |       |       |       |       |         | 1     |      |

 1 PSA Weltmeisterschaft

 2 PSA World Series

 3 PSA International

 4 PSA Challenger